# Королевские ботанические сады Кью
Короле́вские ботани́ческие сады́ Кью (англ. Royal Botanic Gardens, Kew), или Сады Кью (англ. Kew Gardens), — комплекс ботанических садов и оранжерей площадью 132 гектара в юго-западной части Лондона между Ричмондом и Кью, исторический парковый ландшафт XVIII—XX веков. Сады созданы в 1759 году, в 2009 году отмечалось 250-летие со дня их основания. «Королевские ботанические сады Кью» — это также официальное название организации, управляющей садами в Кью и садами в графстве Суссекс в усадьбе Уэйкхерст-плейс.
Королевские ботанические сады Кью — всемирно признанный ботанический исследовательский и учебный центр; ежегодно его посещает более миллиона человек. Сады финансируются Министерством окружающей среды, продовольствия и сельского хозяйства (англ. DEFRA).
В садах Кью находится одна из самых больших в мире коллекций живых растений. Более 30 тысяч растений растут в садах, а один из крупнейших по величине гербариев в мире включает 7 млн образцов. Библиотека содержит более 750 тысяч томов и более 175 тысяч рисунков растений. Сады Кью издают Index Kewensis — ботанический номенклатурный справочник, в котором регистрируются все опубликованные ботанические названия семенных растений рангом от рода и ниже; выпускается также ежеквартальный научный журнал Kew Bulletin. Ежегодный отчет, публикуемый учреждением, содержит необходимые сведения о его деятельности.
В садах находится ряд достопримечательностей. В 2003 году сады включены в список Всемирного наследия ЮНЕСКО.

## История

### XVII—XVIII века
Сады Кью возникли в 1670 году в парке Кью, созданном лордом Генри Кейпелом на месте аптекарского огорода, заложенного ботаником Уильямом Тёрнером (ок. 1510—1568). Парк располагался на западе Лондона, напротив Сайон-хауса, и объединял два королевских владения, между которыми проходила дорога общественного пользования, — Ричмонд-лодж, охотничий домик Якова I, и Уайт-хаус. Первая резиденция стала летним поместьем короля Георга II, а Уайт-хаус, на землях которого собственно и образовались сады Кью, с 1731 года арендовал его сын, Фредерик, принц Уэльский. Ключевыми фигурами ландшафтного дизайна Кью в правление Георга II были Чарльз Бриджмен и Уильям Кент.
Резиденция Ричмонд-лодж перешла по наследству Георгу III, который снёс дом в 1772 году. Уайт-хаус получила принцесса Августа Саксен-Готская, вдова Фредерика. Сады были расширены принцессой Августой и её советником Джоном Стюартом. Были разбиты ботанический сад, занявший площадь 9 акров (ок. 3,6 га), и питомник для деревьев и кустарников в 5 акров (2 га). В это время несколько садовых сооружений были построены архитектором сэром Уильямом Чемберсом, приглашённым Августой. Одно из строений Чемберса, Большая пагода в китайском стиле, было возведено в 1761 году и сохранилось до наших дней. Пагода в Кью способствовала возрождению моды на «китайское» в садовом искусстве, которая распространилась по Англии, а позднее — и в других европейских странах.
Георг III расширил сады. Для переустройства в 1764 году им был приглашён ландшафтный архитектор Ланселот Браун (известный под прозвищем Капабилити). В 1802 году Уайт-хаус был снесён по приказу Георга III и королевская резиденция переместилась в примыкавший к парку кирпичный «Голландский дом» (англ. Dutch House), ныне известный как дворец Кью (англ. Kew Palace) — старейшее здание на территории садов. Тогда же была ликвидирована граница между Кью и садами Ричмонд-лодж, они были объединены в единое поместье.
Коллекция садов росла несколько бессистемно до тех пор, пока в 1771 году не был назначен первый учёный коллектор — ботаник Фрэнсис Массон. Король Георг III, решивший развивать сады, привлёк ботаников Уильяма Эйтона, работавшего до этого в Челси, и сэра Джозефа Бэнкса. Эйтон положил начало учёту живых растений Кью.

### XIX век
В первые годы правления королевы Виктории сады в Кью пришли в запустение. В 1838 году правительственной комиссией, которую возглавлял Джон Линдли, было решено передать сады государству. Сады Кью должны были получить статус национального ботанического сада и стать центром сети колониальных ботанических садов. «Медицина, коммерция, сельское хозяйство и садоводство получат огромную пользу от введения такой системы», — заявил Линдли.
В 1840 году сады стали национальным ботаническим садом. Первым официальным директором Королевских ботанических садов в Кью в марте 1841 года был назначен сэр Уильям Джексон Гукер — профессор ботаники Университета Глазго. Гукер должен был управлять садами от имени Службы лесов. Под руководством нового директора сады стали возрождаться — территория садов увеличилась до 30 гектаров (75 акров), а дендрария (арборетума) — до 109 гектаров (270 акров), а позднее до её нынешнего размера в 120 гектаров (300 акров). В 1836 году в Кью была перенесена одна из четырёх каменных оранжерей Джона Нэша из Букингемского дворца. Помимо вклада в создание ландшафтного и архитектурного облика садов Уильям Гукер оставил Садам Кью и другое наследие — гербарий и библиотеку.
Уильям Несфилд, которому было поручено переустройство садов, обустроил недавно выстроенный пальмовую оранжерею их центральным пунктом. Пальмовая оранжерея была создана архитектором Децимусом Бёртоном, работавшим в Кью более тридцати лет, и металлургом Ричардом Тёрнером между 1844 и 1848 годами и стал первым крупным сооружением, в котором использовалась кованая сталь. Соединение технического и архитектурного мастерства качественно изменило возможности ботанического сада, позволив выращивать в нём тропические растения.

### XX век
В 1913 году Сады Кью были затронуты серией лондонских поджогов — в феврале суфражистками Олив Уорри и Лилиан Лентон сожжён Чайный домик (англ. Tea House). К 1920 году павильон был восстановлен.
В XX веке размеры Садов расширились, в значительной мере за счёт загородного филиала в Вейкхарст Плейс, взятого в аренду в 1965 году. Появились новые постройки, в числе которых Оранжерея принцессы Уэльской, открытая в 1987 году.
В октябре 1987 года сады Кью пострадали от Великой Бури, сотни деревьев были вырваны ветром с корнями и погибли.
| |  |  |  |
| План Садов Кью в разные годы. Слева направо: 1845 (эскиз планировки и план Пальмовой оранжереи, рисунок и чертёж Уильяма Несфилда); 1896. Главный вход. 1800-е годы |  |  |  |

## Структура

Карта Садов Кью (2016)

Пространство Садов Кью разделено на 8 секций:
Входные ворота (англ. Entrance Zone)
В этой части Садов находился утраченный в 1802 году Уайт-хаус, где жили Фредерик, принц Уэльский и его супруга принцесса Августа Саксен-Готская, и был разбит первый ботанический сад, из которого выросли нынешние Кью. Сейчас участок состоит из газонов, перемежающихся с деревьями и растениями. Основные строения — исторический главный вход, питомник ароидных растений и Оранжерея Джона Нэша (англ. Nash Conservatory) — одна из самых старых оранжерей в Кью.
Прибрежная зона (англ. Riverside Zone)
Занимает полосу земли, изначально находившуюся за пределами Королевских ботанических садов Кью и Ричмонд Гарденс. Основную часть зоны с северной стороны занимает Гербарий, на южной стороне находится Дворец Кью, за ним небольшой сад, оформленный в стиле XVII века, и Нижний садовый питомник (англ. Lower Nursery Complex). Между Гербарием и Дворцом расположено здание 1990 года постройки — Центр экономической ботаники Джозефа Бэнкса (англ. Sir Joseph Banks Centre for Economic Botany). В Прибрежной зоне сосредоточена научная деятельность Садов Кью, размещаются служебные помещения, здания обслуживания тепличных комплексов, административные офисы и дома сотрудников.
Северо-восточная зона (англ. North Eastern Zone)
Исторически эта зона состояла из линейно расположенных небольших домов и садовых участков, в течение XVIII, XIX и XX веков поэтапно включавшихся в состав Королевских ботанических садов. Часть этих строений сегодня используется в качестве административных и жилых помещений. Из исторических построек — Водный сад (англ. Aquatic Garden) и Рокарий (англ. Rockery), сосредоточенные вокруг лаборатории Джодрелла (англ.  Jodrell Laboratory) и Оранжереи Принцессы Уэльской (англ. Princess of Wales Conservatory).
Зона Пальмовой оранжереи (англ. Palm House Zone)
Зона отличается наибольшим в Садах разнообразием ландшафта (сочетает ландшафтный дизайн Уильяма Несфилда 1850-х годов, в свою очередь наложенный на ландшафтные разработки Уильяма Чемберса) — небольшие открытые газоны, клумбы, террасы для отдыха, декоративные озёра, купы деревьев и открытые пространства. Центром зоны является Пальмовая оранжерея, окружённая террасой, цветниками и лесистым ландшафтом из различных видов насаждений. От Пальмовой оранжереи расходятся три перспективы — Сайонская аллея (ведущая к Темзе), Аллея Пагоды (к Пагоде) и небольшая аллея, ведущая к ливанскому кедру (англ. Cedar Vista). В этой зоне находятся также Ворота Виктории (англ. Victoria Gate). Напротив Пальмовой оранжереи — Музей номер один, где расположен образовательный центр для работников Сада и детей школьного возраста.
Аллея Пагоды (англ. Pagoda Vista Zone)
Историческая часть Садов Кью, центральной осью дизайна здесь служит Пагода, возведённая Уильямом Чемберсом. По бокам аллеи — парные посадки широколиственных деревьев и вечнозелёных растений.
Архитектурные постройки — Темперейт-хаус, построенный архитектором Децимусом Бёртоном, где находится самая большая в мире Викторианская оранжерея. Напротив неё, у стены сада, в лесном массиве расположена Галерея Марианны Норт, где размещается коллекция ботанического искусства. В этой части находятся Львиные ворота (англ. Lion Gate).
Юго-западная зона (англ. South Western Zone)
Лесо-парковая зона, исторически являлась частью Ричмонд Гарденс (англ. Richmond Gardens), в дальнем юго-западном углу сохранились фрагменты регулярного сада. Архитектурные постройки — зверинец королевы Шарлотты, Дендрарий. Здесь находится также используемый для служебных нужд конный двор, закрытый для посетителей.
Сайонская Аллея (англ. Syon Vista Zone)
Первоначально была частью Ричмонд Гарденс, представляет ландшафтный дизайн, разработанный Уильямом Несфилдом и Уильямом Джексоном Гукером. Структурной доминантой зоны служат аллея и озеро. Самая посещаемая часть в западной половине Садов — смотровая площадка в Сайон-хаус (англ. Syon House), откуда открывается вид на Сады.
Западная зона (англ. Western Zone)
Является исторической частью Ричмонд Гарденс, где представлены коллекции деревьев и растений — Бамбуковый сад (англ.  Bamboo Garden; создан в 1891—1892 годах, ныне содержит самую большую коллекцию бамбука в Великобритании) и Сад азалий (англ. Azalea Garden; посажен в 1882 году) и др. Среди лесного массива — тропы и просеки для любителей уединённых прогулок. В этой части находятся Брентфордские ворота (англ. Brentford Gate).

## Достопримечательности
На территории Садов Кью имеется множество достопримечательностей. Кроме того, здесь проходят цветочные фестивали, выставки, концерты; работают развлекательные комплексы. В зимние месяцы для сотрудников и посетителей в Садах работает каток. Многие постройки в садах в течение тридцати лет проектировал и строил выдающийся английский архитектор Децимус Бёртон.
Дворец Кью

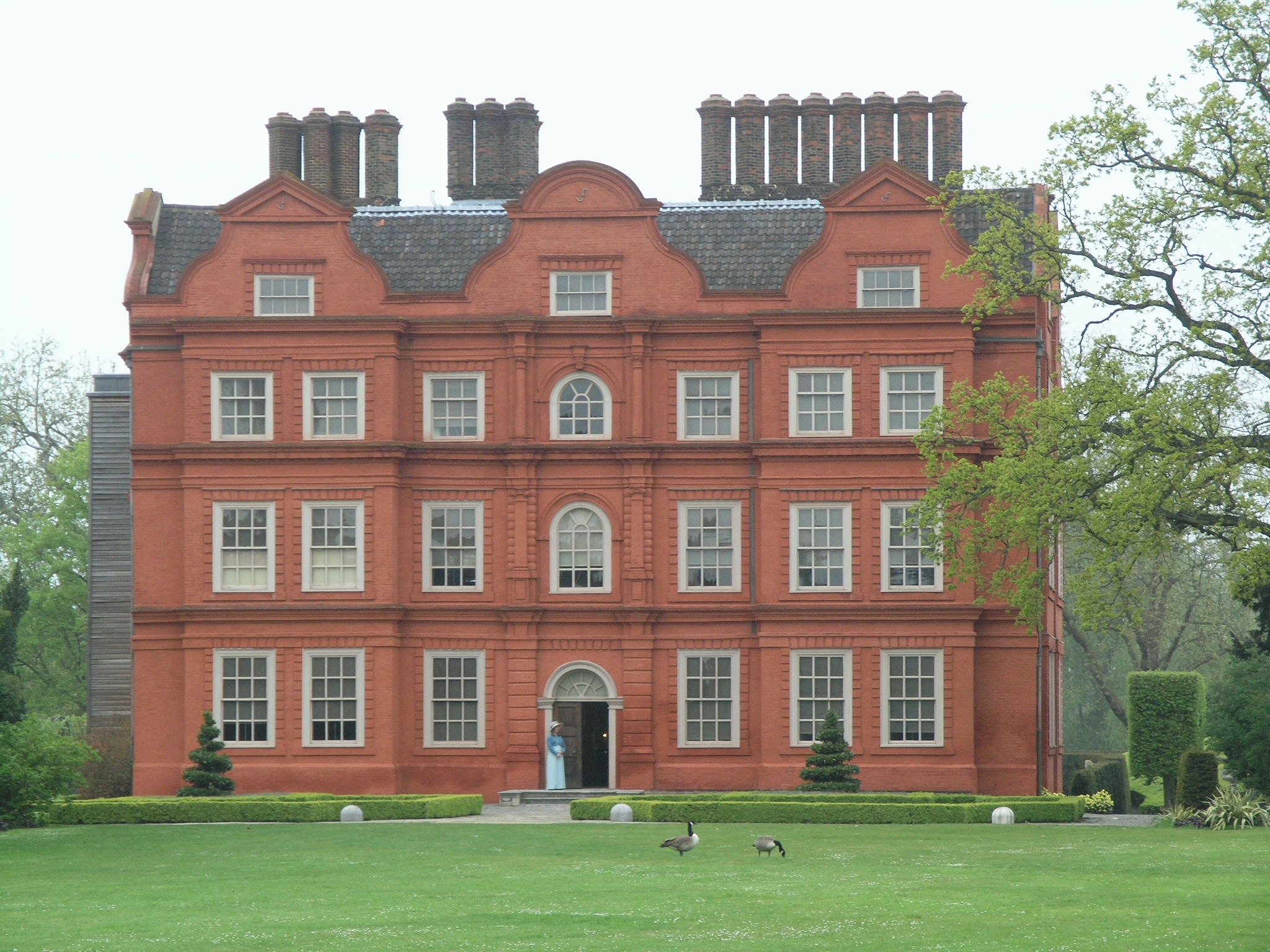
Дворец в Кью

Дворец Кью — самый маленький из британских королевских дворцов. Он был построен голландским купцом Сэмуэлем Фортри (англ. Samuel Fortrey) примерно в 1631 году. При строительстве применялась кладка кирпичей попеременно длинными и короткими сторонами («фламандский ряд»). Эта кладка и остроконечная крыша придали зданию характерные голландские черты. В 1728 году был арендован супругой Георга II королевой Каролиной для дочерей. В дальнейшем в разные годы использовался для разных нужд семьи, служил королевской резиденцией, перестраивался и модернизировался. Здание претерпело значительные изменения, прежде чем было открыто для посещений публики в 2006 году.
Дворец не входит в состав Садов, имеет самостоятельное, отдельное от садов управление (управляется фондом «Королевские исторические дворцы») и является единственной постоянно открытой достопримечательностью Садов, за осмотр которой дополнительная плата не взимается. Посещение с 2020 года входит в стоимость билетов в Кью.
Со стороны заднего фасада Дворца разбит «Сад Королевы», который включает в себя коллекцию растений, которые, как считается, имеют лечебные свойства.
Пагода

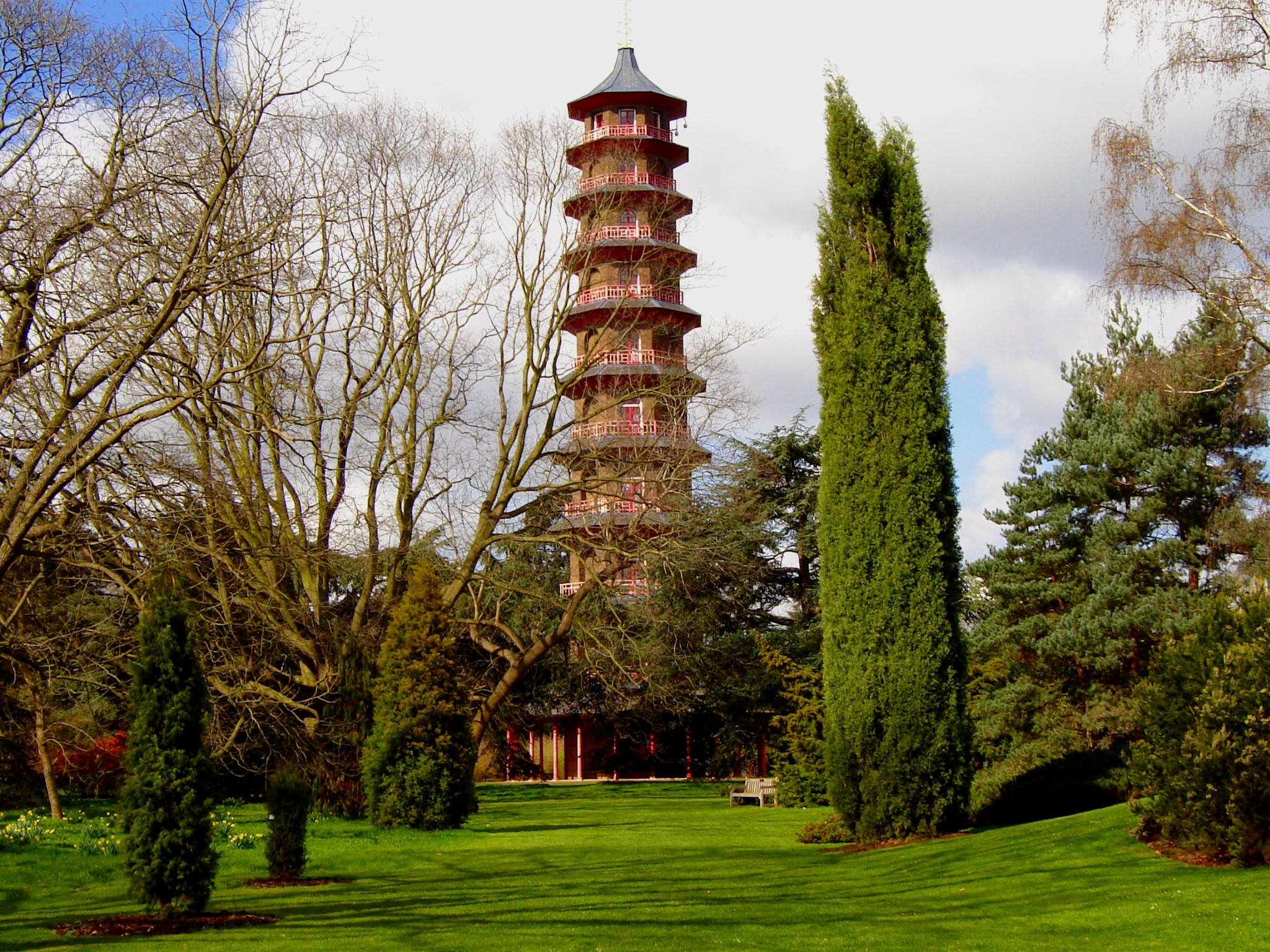
Пагода. 1762. Архитектор У. Чеймберс

Великая пагода, возведённая в 1762 году по проекту Уильяма Чеймберса, построена, как и другие его постройки в парке, в характерном для этого архитектора «китайском стиле» (шинуазри). Нижний из десяти восьмиугольных этажей в поперечнике имеет 49 футов (15 м). Высота здания от основания до самой высокой точки — 163 фута (50 м).
Каждый этаж заканчивается крышей, созданной на китайский манер, изначально покрытой керамической плиткой и увенчанной крупными фигурами драконов; живы слухи о том, что драконы были сделаны из золота и проданы Георгом IV, чтобы оплатить долги, а на их место поставлены другие — деревянные. На самом деле драконы были сделаны из дерева и окрашены золотой краской, которая со временем отшелушилась. В 2015 году начата наиболее масштабная за всю историю их существования реставрация, работы планируется завершить к 2017 году. Стены здания сделаны из кирпича. В центре пагоды устроена лестница в 253 ступени.
Пагода была закрыта для публики в течение многих лет, но в 2006 году вновь открыта в летние месяцы. Продолжающийся ремонт направлен на то, чтобы открыть здание для постоянного посещения публики.
Пальмовая оранжерея

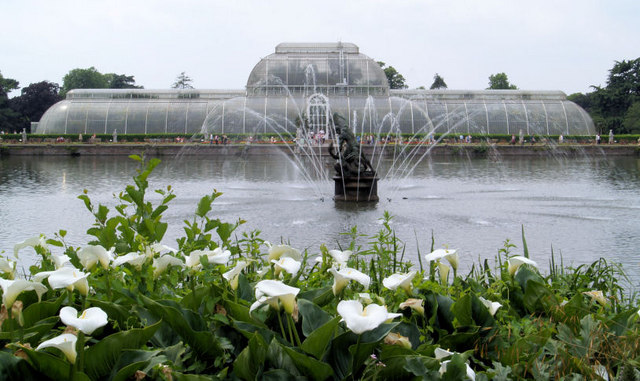
Пальмовая оранжерея и фонтан

Пальмовая оранжерея (1844—1848) из стекла и кованого железа, созданная архитектором Децимусом Бёртоном и металлургом Ричардом Тёрнером. Строение (110 метров в длину, 30 метров в ширину и 20 метров в высоту) воплощает в стекле принципы проектирования, разработанные Джоном Лоудоном и Джозефом Пакстоном, — стёкла держатся на каркасе из кованых арок, скреплённых между собой горизонтальными трубами, внутри которых протянуты тросы. Стёкла тонированы окисью меди в зеленоватый цвет для предохранения растений от перегрева. 19-метровый центральный неф окружён дорожкой на высоте 9 м, что позволяет посетителям рассматривать кроны находящихся в теплице пальм. В 1958 году перед Пальмовой оранжереей (с восточной стороны) размещены 10 статуй животных, выполненные из портлендского камня, — копии скульптур Джеймса Вудфорда.
Музей
Рядом с Пальмовой оранжереей находится здание, известное как «Музей № 1», которое было спроектировано Децимусом Бёртоном и открыто после постройки в 1857 году. Музей призван показать зависимость человека от растений и включает этноботанические коллекции Кью, в том числе инструменты, украшения, одежду, продукты питания и лекарственные средства. Здание было отремонтировано в 1998 году. Верхние два этажа заняты учебным центром, а на первом этаже дома расположена выставка «Растения + Люди», которая подчёркивает разнообразие растений и способов их применения человеком.

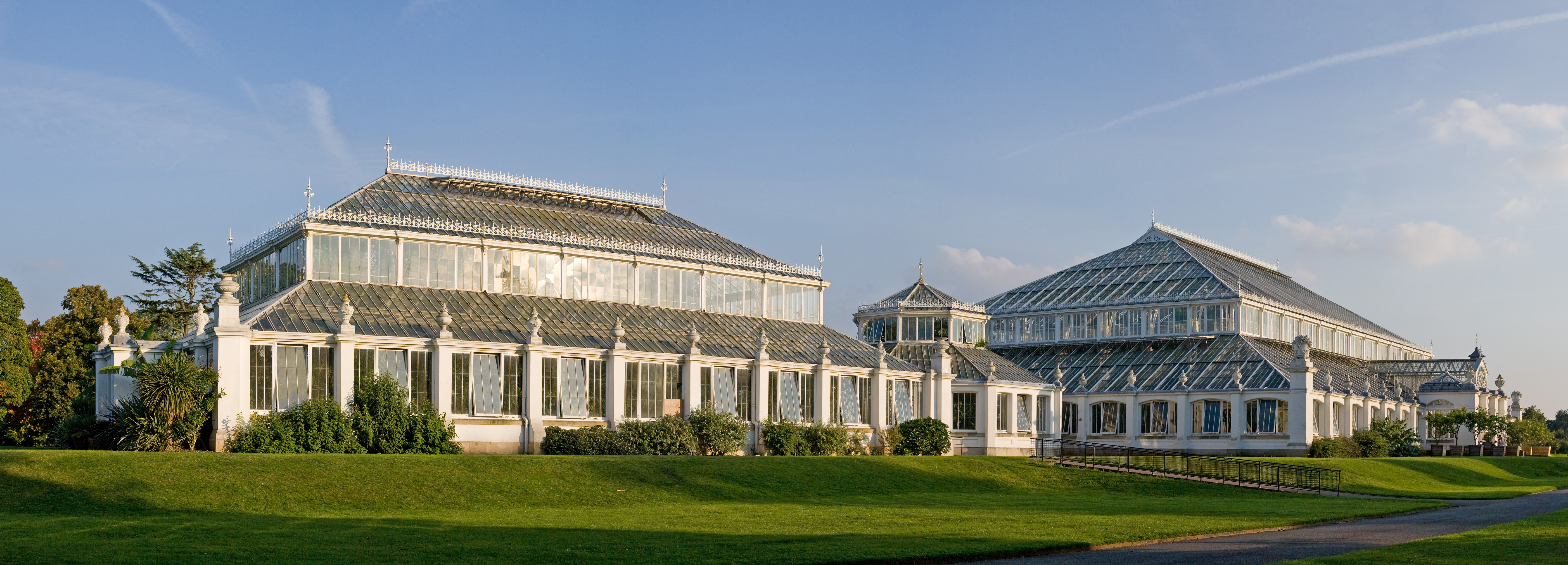
Темперейт-хаус
Здание Темперейт-хаус, вдвое превышающее по площади Пальмовую оранжерею, также по проекту Д. Бёртона, было возведено позднее, его строительство началось в 1859 году и завершилось через 40 лет. Здание состоит из трёх элементов: прямоугольная центральная секция, два восьмигранника и два боковых крыла. Центральная секция и восьмерики выстроены между 1859 и 1862 годами, работа над строительством крыльев остановилась до 1895 года. Строительство северного крыла завершено в 1899 году. Сейчас это сооружение — крупнейшая из сохранившихся викторианских теплиц: его длина 188 м, площадь пола 4880 м2, а высота 18 м.
Дом кувшинки (или «Дом водяных лилий»)

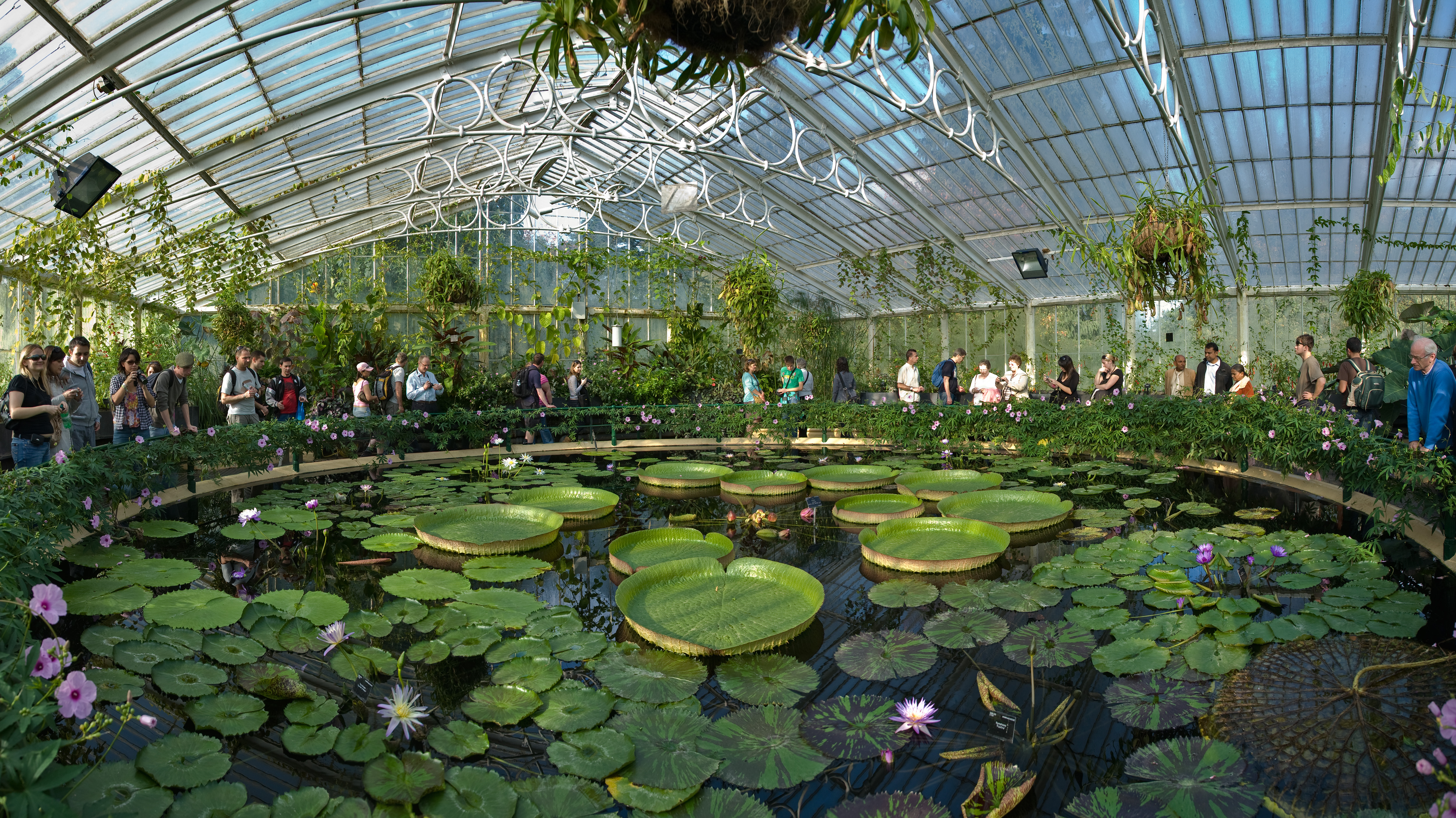
Дом кувшинки

Дом кувшинки (англ. Waterlily House), оранжерея для водных растений, — самое жаркое и влажное помещение в Кью. Проект и строительство архитектора Д. Бёртона (1852). Посреди зала находится большой бассейн с разными видами кувшинок. В коллекции представлены самые большие в семействе кувшинки, названные в честь королевы Виктории, — Виктория амазонская (Victoria amazonica).
В проекте Дома кувшинки присутствуют аллюзии на строение листа этого растения. Вокруг пруда установлены экраны с информацией об экономически важных теплолюбивых растениях.
Галерея Марианны Норт

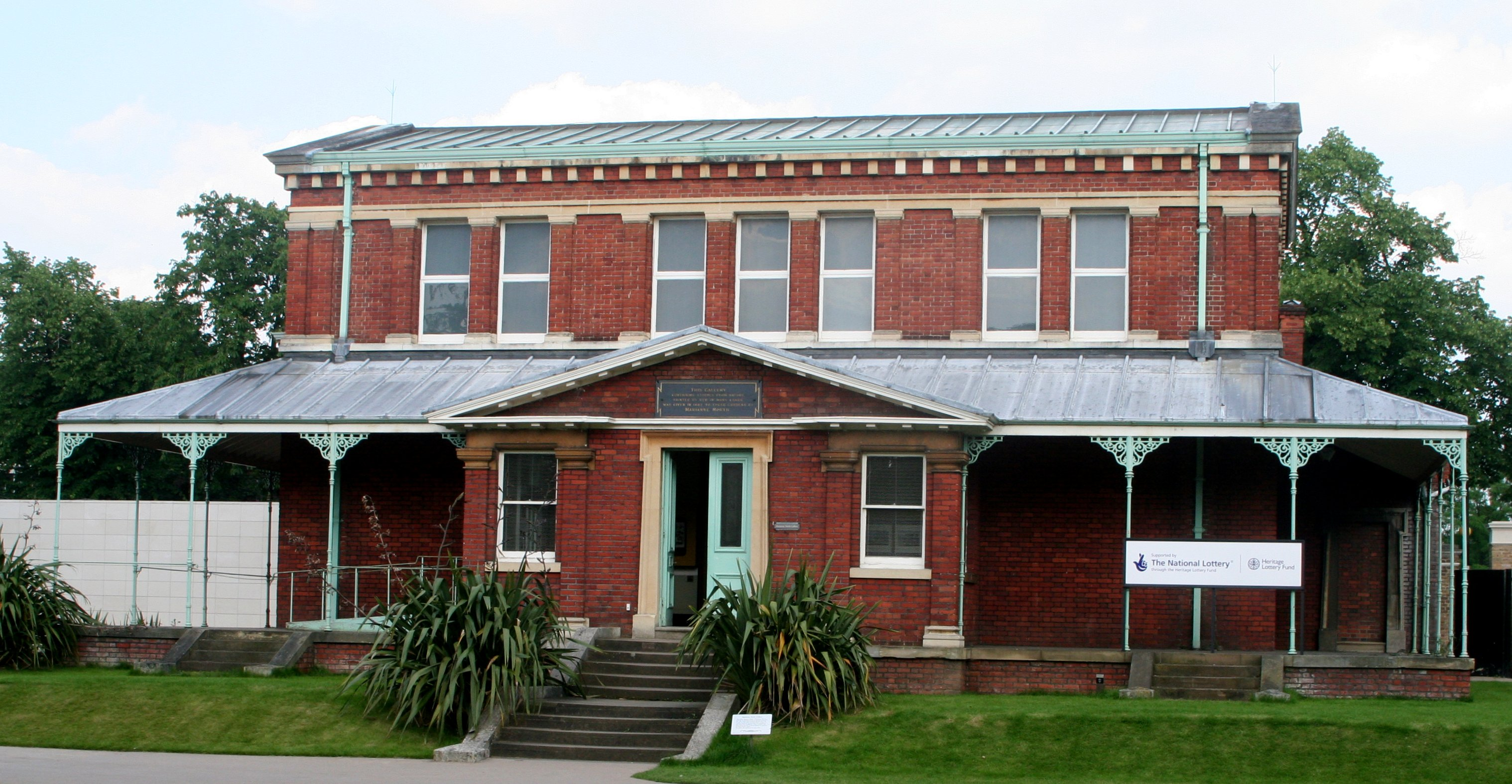
Галерея ботанического искусства Марианны Норт

Галерея Марианны Норт была построена в 1880-х годах, дизайн выполнен архитектором Джеймсом Фергюссоном (англ. James Fergusson). Галерея предназначалась для размещения живописных работ Марианны Норт, которая путешествовала в одиночку по Северной и Южной Америке и многим частям Азии, чтобы зарисовать растения. В галерее находятся более 830 её картин и рисунков.
Картины были завещаны художницей Садам Кью. По завещанию расположение картин в галерее не может быть изменено.

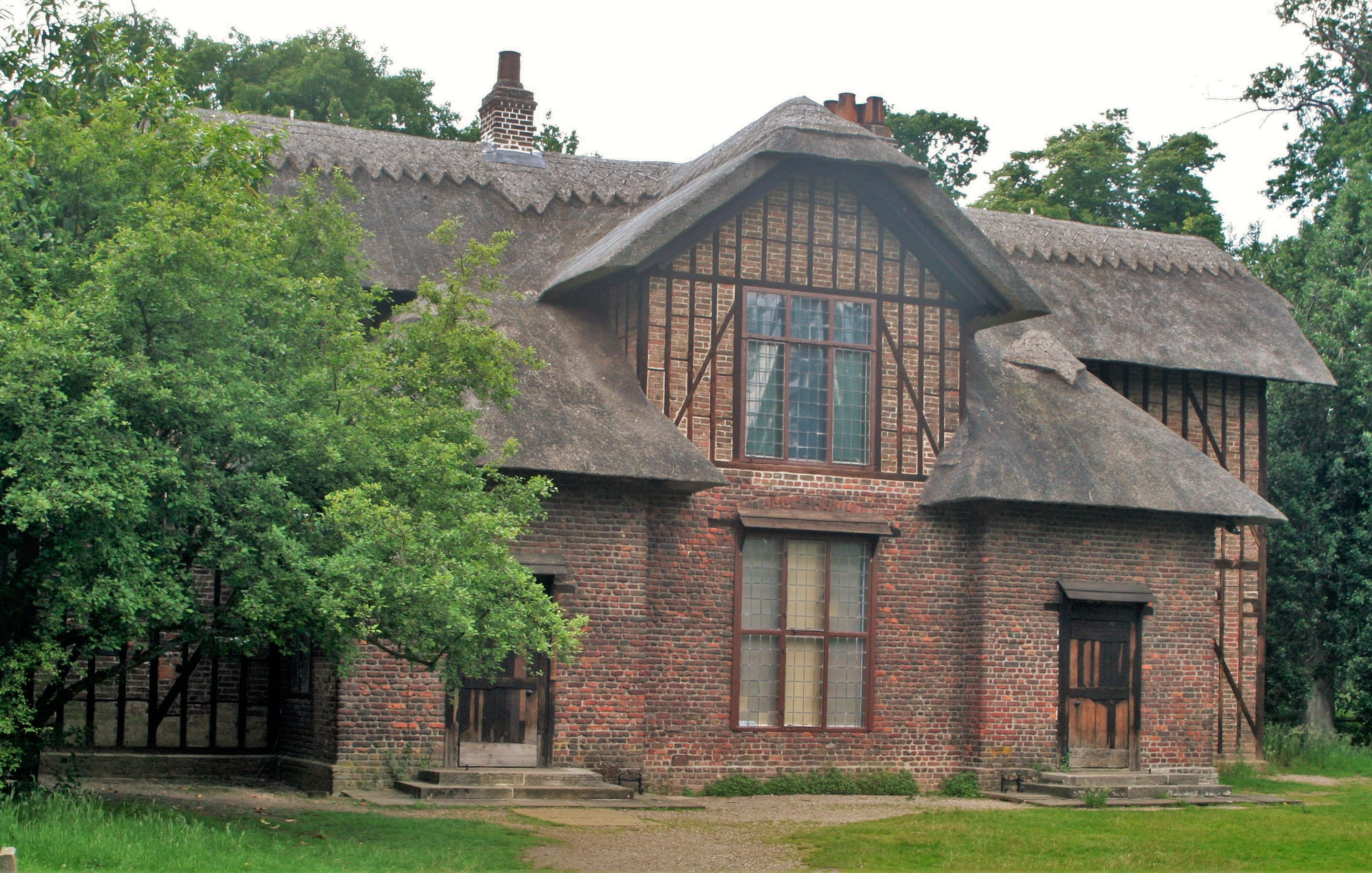
Коттедж королевы Шарлотты
Построен около 1771 года неподалёку от Ричмондс-лодж, на месте, где Георг III дважды
планировал постройку нового большого дворца. Изначально строение представляло собой одноэтажный коттедж, расположенный в центре регулярного сада «Новый зверинец» (англ. New Menagerie) — загона, окружённого постройками для экзотических животных (в числе редких новинок были кенгуру).
Коттедж предназначался для устройства пикников гостей Ричмонд Гарденс. Позднее был надстроен и декорирован. После смерти королевы Шарлотты практически не использовался. Открыт для посещения публики в 1899 году королевой Викторией. На первом этаже сохраняется историческое убранство помещения.
Оранжерея Принцессы Уэльской

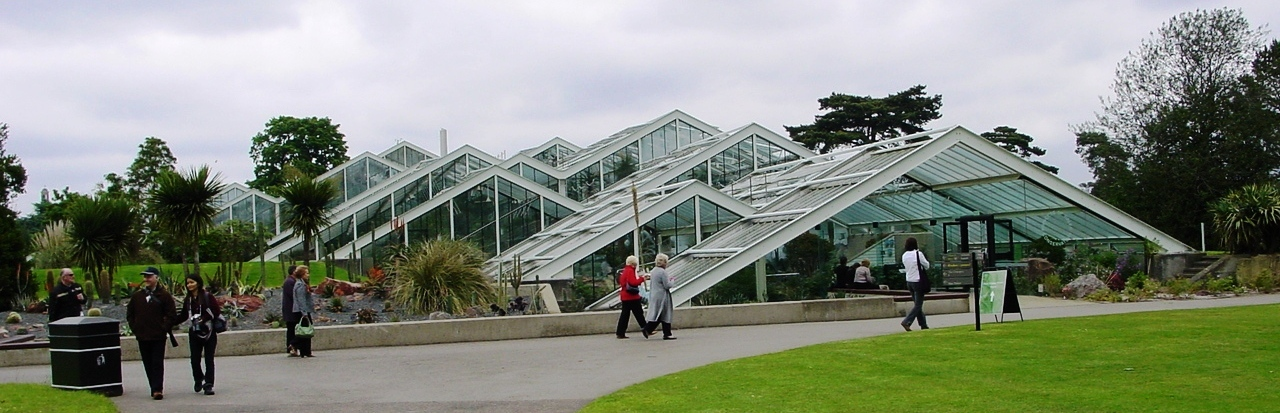
Оранжерея принцессы Уэльской

Третье крупное хранилище — построенная по проекту Гордона Вильсона Оранжерея Принцессы Уэльской, вмещающая растения десяти климатических зон и оснащённая энергосберегающей автоматической системой контроля. Оранжерея открыта в 1987 году Дианой, принцессой Уэльской, в память её предшественницы Августы Саксен-Готской. Сооружение вписано в исторический ландшафт, в то же время его дизайн отсылает к современности и передовым технологиям, установившим стандарт для
других крупных ботанических оранжерей по всей Великобритании. Оранжерея — обладатель многочисленных наград, среди которых награда Europa Nostra (1989).

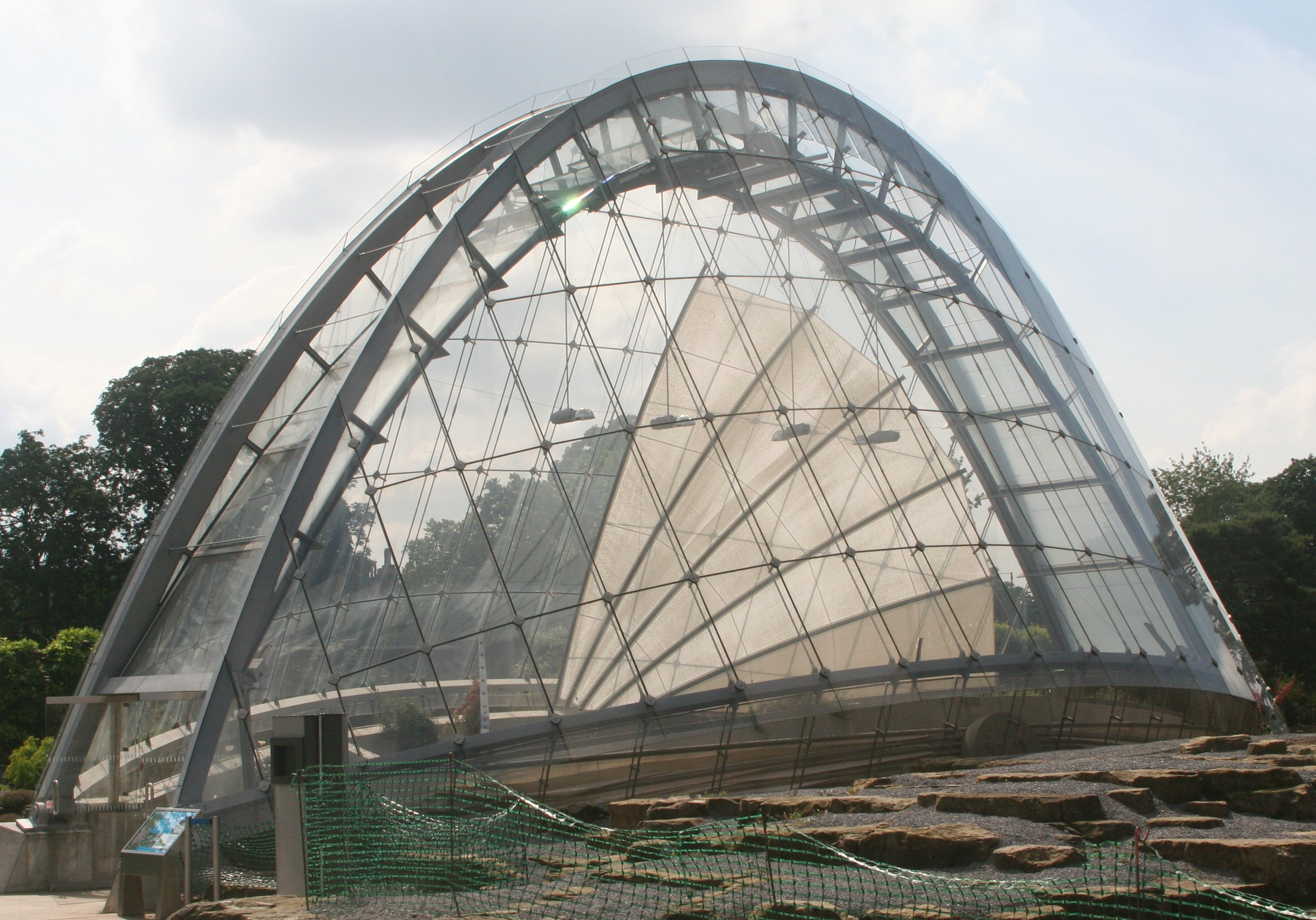
Альпийский домик
В марте 2006 года был открыт альпийский домик Дэвиса (англ.  Davies Alpine House); это уже третий вариант альпийского дома; первый был построен в 1887 году. В новом здании — приюте растений альпийского пояса — находится система автоматического управления жалюзи, которая препятствует перегреву помещений и создаёт максимально приближенные к естественным альпийские и субальпийские условия: влажность и уровень освещённости и температуру.
Здание располагает специальным оборудованием для охлаждения корней арктических и высокогорных экземпляров. Альпийский домик окружён рвом, который собирает дождевую воду для питания растений, а также увлажняет воздух и помогает охладить здание.
Тёкуси-мон
Тёкуси-мон (яп. 勅使門, букв. «ворота императорского посланника») — ворота в японском стиле, воспроизводят часть традиционного японского храма. Ворота были выполнены для лондонской Японско-британской выставки 1910 года, позднее перенесены в Ботанический сад и установлены возле Пагоды. Они являются копией карамон (китайских ворот) храма Ниси Хонган-дзи в Киото. Это сооружение входит в состав стилизованного традиционного японского сада.

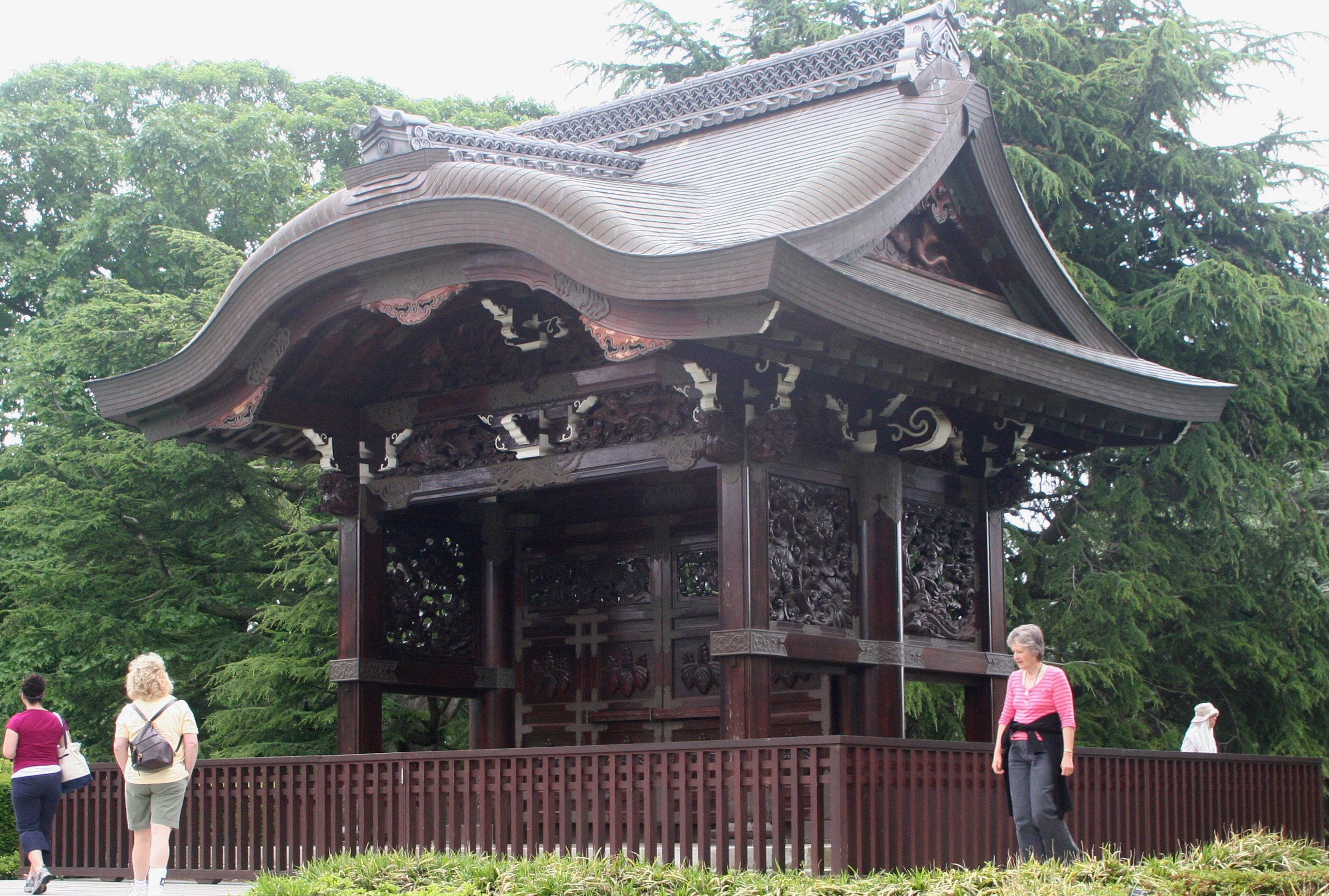
Японские ворота (Тёкуси-мон)

В английском климате постройка стала разрушаться. В 1936-м и 1957 годах производились ремонтные работы с привлечением японских специалистов резьбы по дереву. К 1988 году состояние сооружения резко ухудшилось, была предпринята масштабная реставрация с применением традиционных японских ремесленных навыков в комплексе с современными методиками. Процесс восстановления включал замену оригинальной японской черепицы из кедра с традиционной медной отделкой. Ремонтные работы завершились в 1995 году.

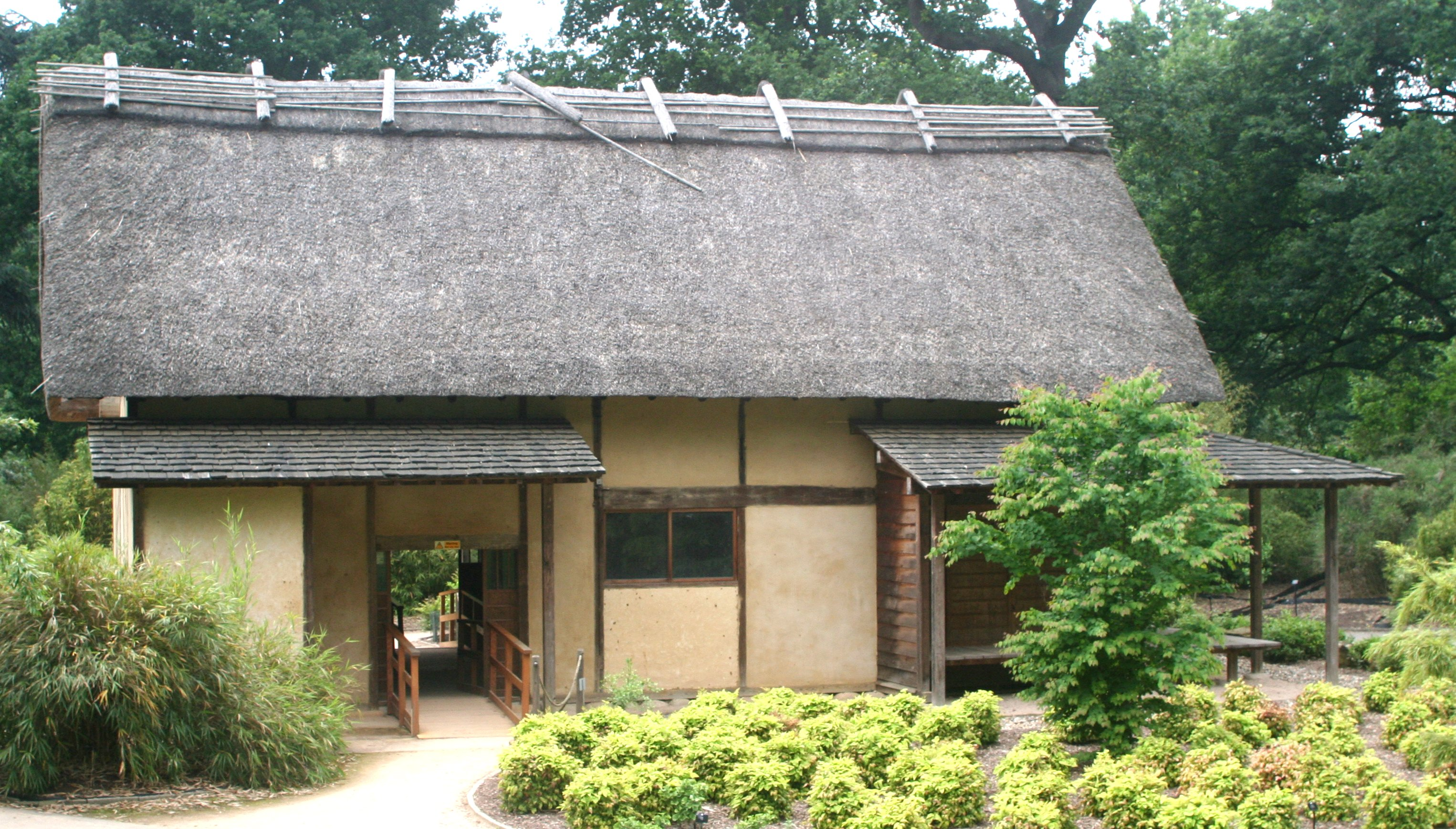
Минка
После Японского фестиваля 2001 года Сады Кью приобрели японский деревянный дом постройки 1900 года, прозванный Минка, который первоначально находился в пригороде города Окадзаки. Японские мастера разобрали и заново собрали каркас здания, а британские строители, которые работали на реконструкции театра «Глобус», возвели стеновые панели.
Работы начались 7 мая 2001 года, каркас был собран 21 мая. Строительство было полностью завершено в ноябре 2001 года, однако предметы внутреннего убранства нашли своё место лишь в 2006 году.
Минка расположен в зарослях бамбука на западе центральной части сада.

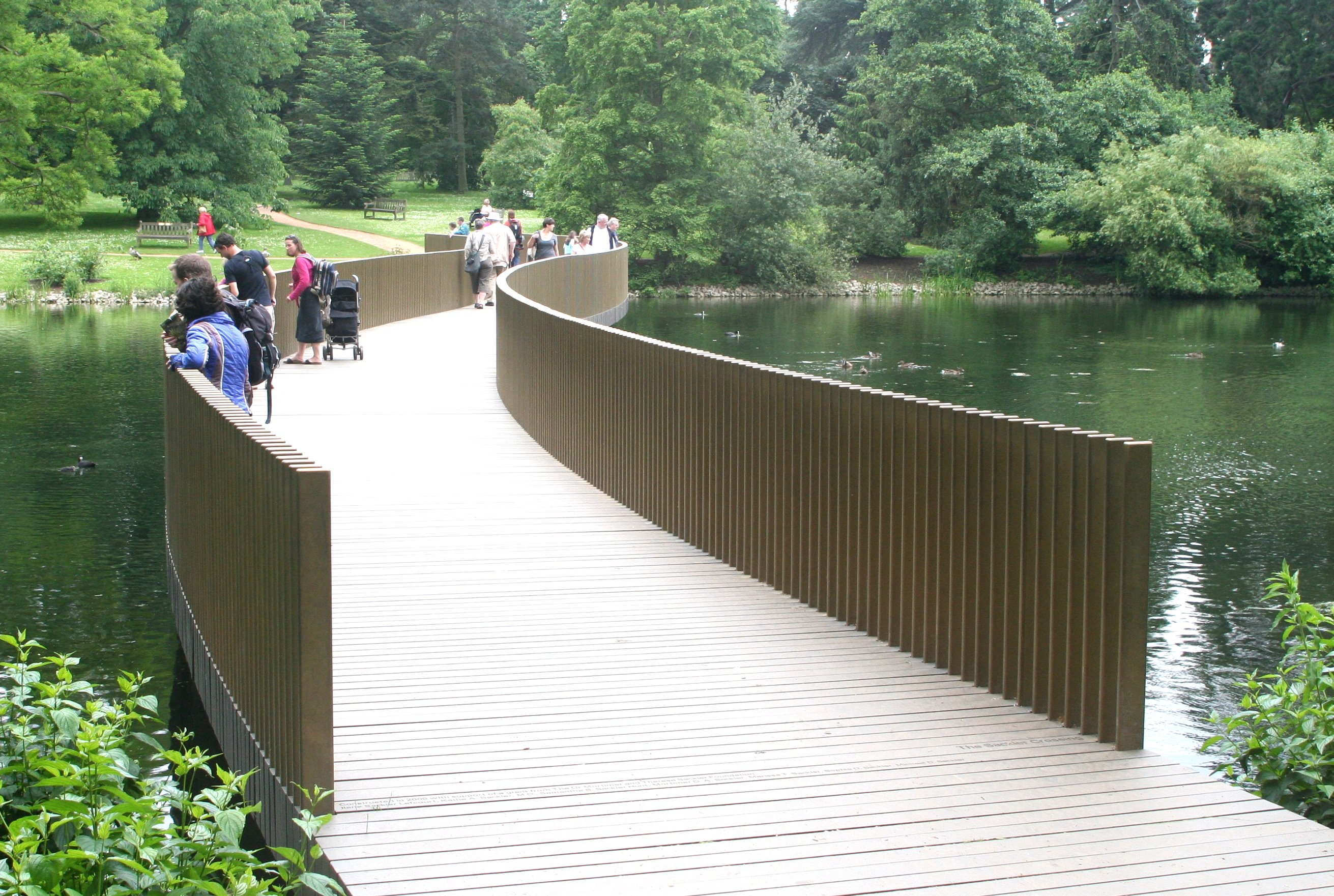
Мостик Сэклеров
Мостик Сэклеров (англ. The Sackler Crossing), повисший над садовым озером, сделан по проекту архитектора Джона Поусона из гранита и бронзы и открыт в мае 2006 года. Он назван в честь четы меценатов Сэклеров — Мортимера и его супруги Терезы.
Зигзагообразный (в форме латинской буквы S) мостик расположен в западной части территории Садов и соединяет часть парка, прилегающую к Темзе, с южной зоной, способствуя краткости маршрута для осмотра достопримечательностей. Путь пешехода лежит мимо острова, засаженного деревьями.
Сооружение удостоено специальной премии Королевского института британских архитекторов (англ. RIBA) в 2008 году.

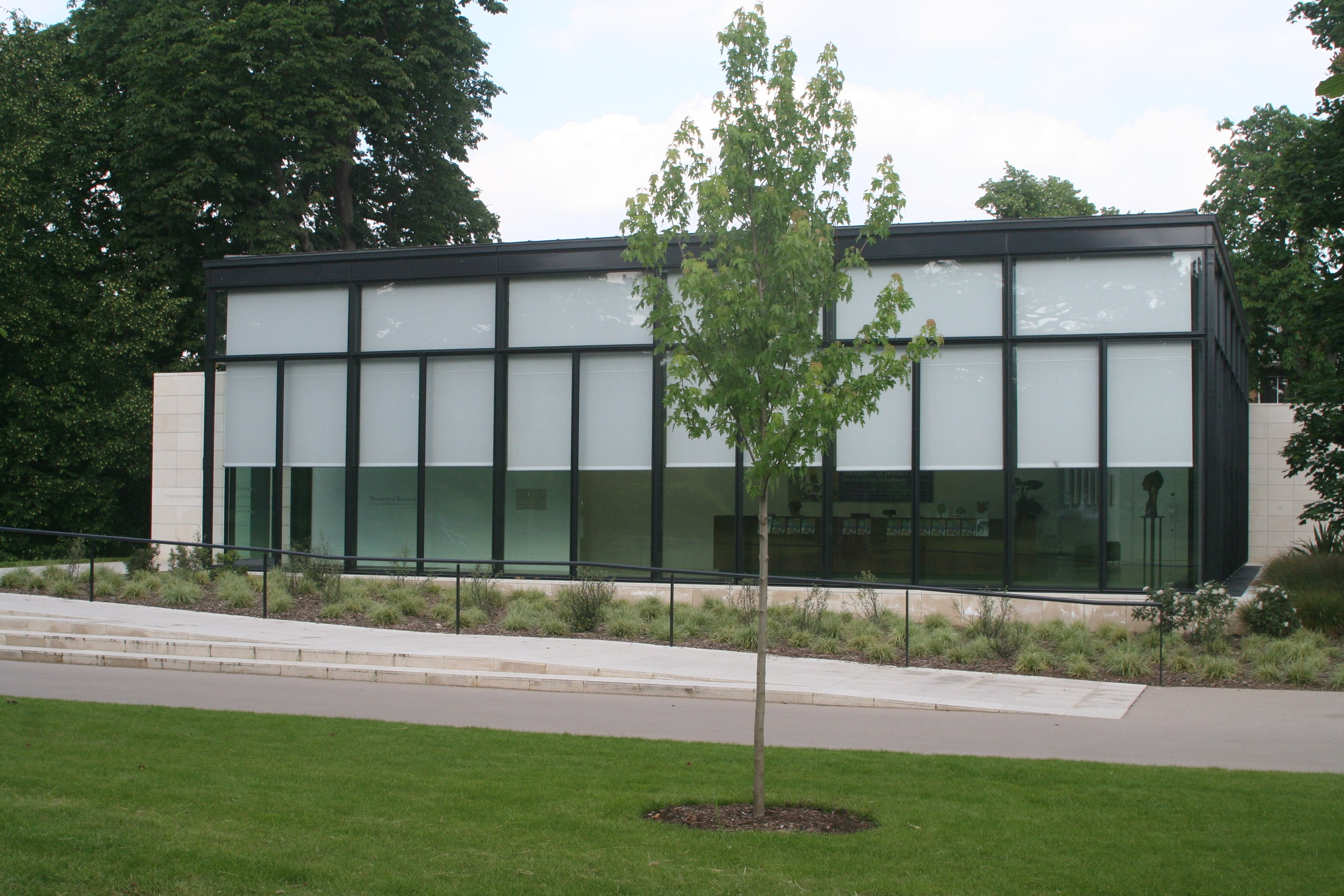
Галерея Ширли Шервуд
Галерея ботанического искусства Ширли Шервуд (англ. Shirley Sherwood Gallery) открылась в апреле 2008 года. Она включает живопись из коллекций Кью и доктора Ширли Шервуд. Многие из картин, выставленных в галерее, никогда раньше не были показаны зрителям.
В галерее представлены образцы творчества таких мастеров ботанической иллюстрации, как Георг Дионисиус Эрет, братья Фердинанд, Йозеф Антон и Франц Андреас Бауэры, Пьер-Жозеф Редуте и Уолтер Худ Фитч. По замыслу устроителей экспозиция должна меняться раз в полгода.

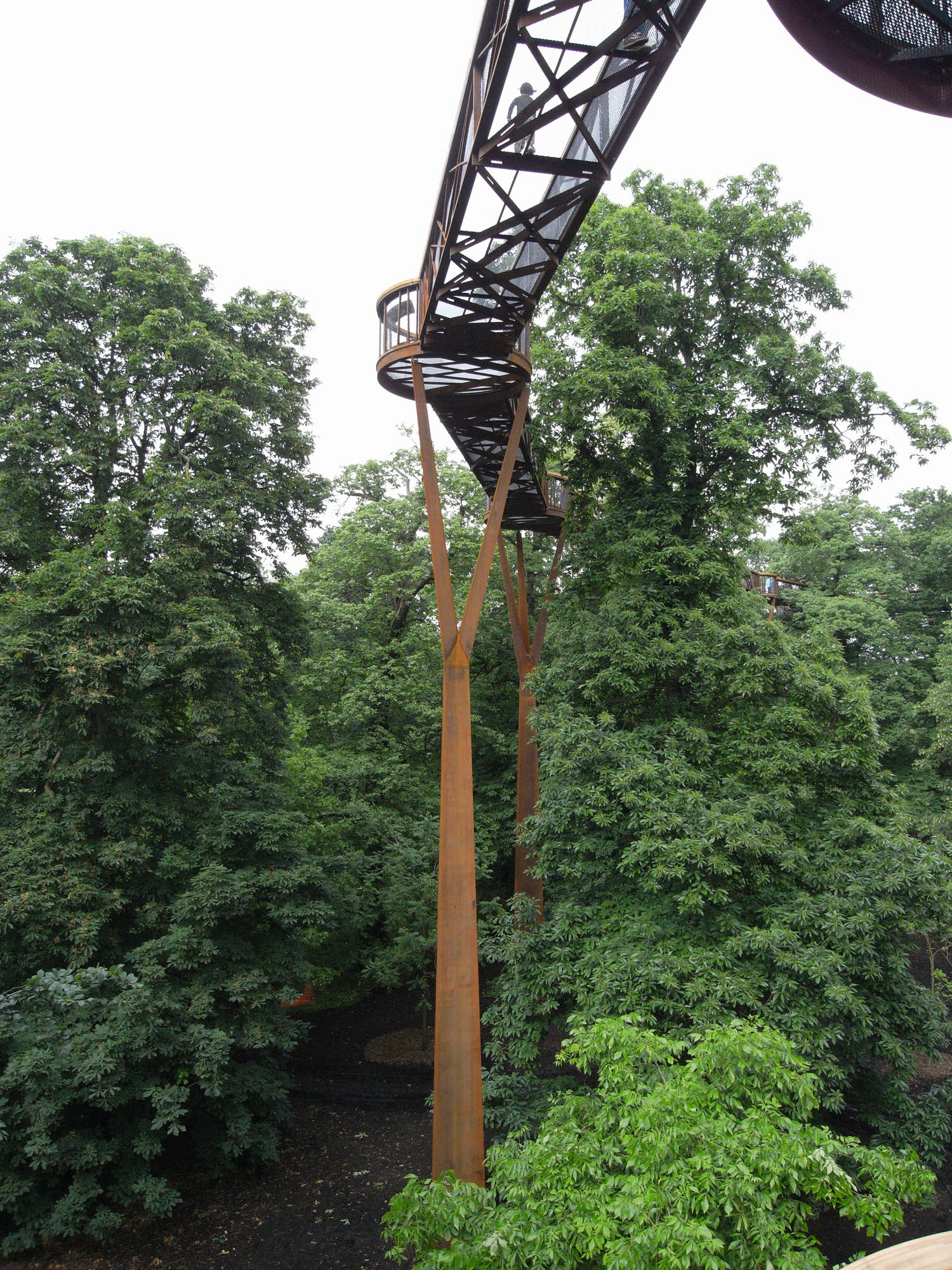
«Аллея над верхушками деревьев» в Кью

Галерея Ширли Шервуд связана с Галереей Марианны Норт (см.).
«Аллея над верхушками деревьев»
«Аллея над верхушками деревьев» открыта 24 мая 2008 года. Этот остеклённый со всех сторон пешеходный мост длиной 200 метров, вознесённый на 15 метров, обсажен 18-метровыми деревьями. Короткометражный фильм о строительстве этой аллеи доступен в сети Интернет.

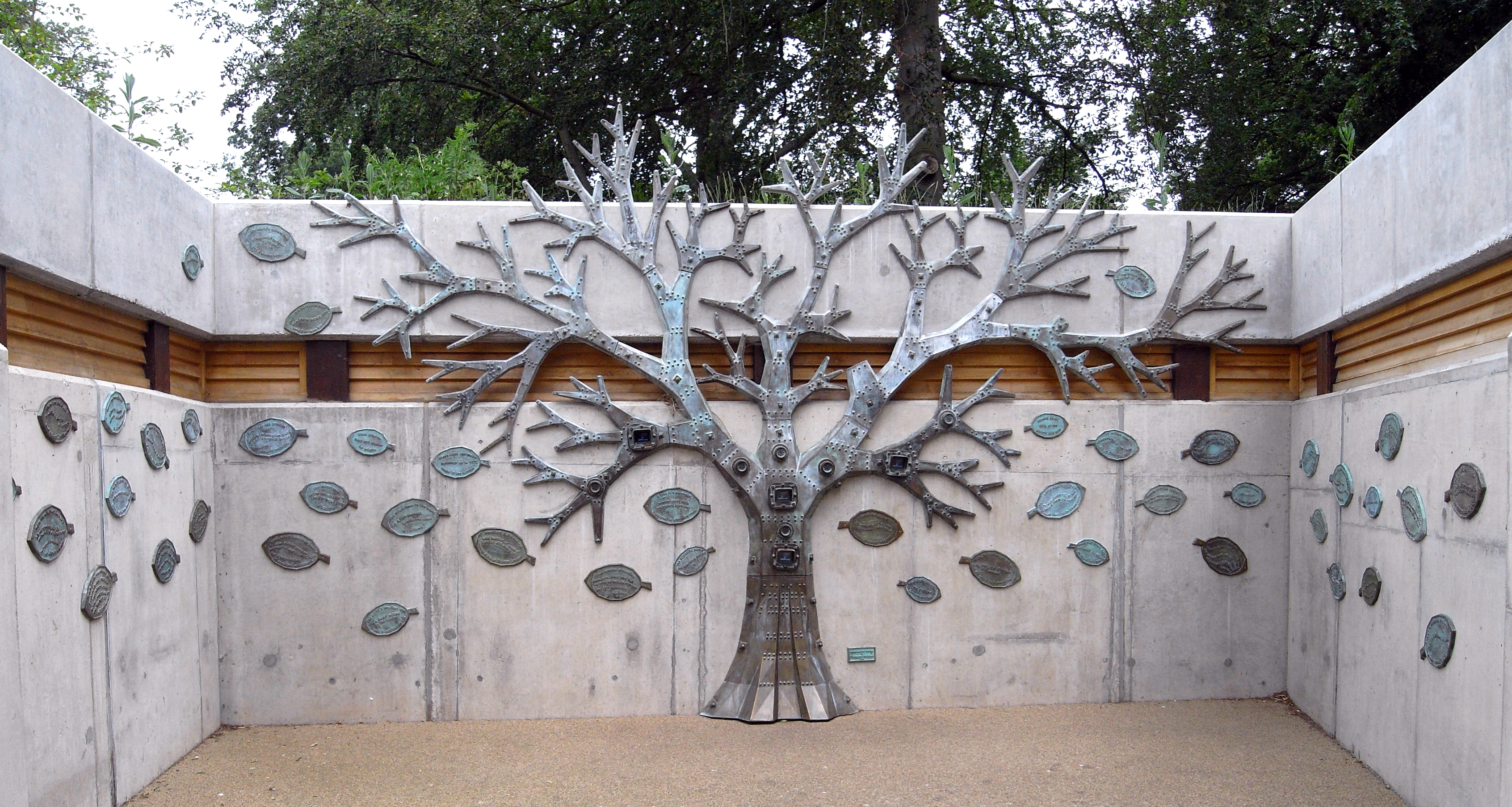
Ризотрон
Ризотрон открыт для посетителей в то же время, что и «Аллея над верхушками деревьев». Ризотрон — это мультимедиа-галерея, в которой бронзовая скульптура сочетается с жидкокристаллическими экранами, повествуя о жизни древесных корней (см. Ризома).
Международная выставка «Садовый фотограф года»
Недалеко от павильона Ресторан под открытым небом устроена выставка фотографий, отобранных для участия в ежегодных конкурсах «Садовый фотограф года».
Компостная куча
Компостная куча в Кью считается одной из самых больших в мире и самой большой в Европе. В ней перепревают выполотые сорняки, обрезанные побеги и ботва растений и навоз из придворных конюшен. Компост используется как питательный грунт в саду, иногда продаётся на аукционе в рамках мероприятий по поиску дополнительных финансовых средств для садов.
| |  |  |
| Слева направо: Галерея Марианны Норт, внутренний вид; панорама «Аллеи над верхушками деревьев»; Дом кувшинки |  |  |

## XXI век
В июле 2003 года на 27-й сессии ЮНЕСКО Королевские ботанические сады Кью включены в список Всемирного культурного наследия на основании критериев II, III и IV. В садово-парковом комплексе были выделены 4 группы объектов, имеющих универсальную ценность: ландшафтный дизайн, архитектурное наследие, коллекции, утраченные объекты.

### Научная деятельность
Сады Кью являются ведущим центром ботанических исследований и подготовки профессиональных садоводов. В саду действуют научные отделы: хранилище, гербарий, библиотека. Научная деятельность Садов Кью направлена на изучение и сохранение ботанических и микологических коллекций. На 2015 год научные отделения Садов насчитывают около 250 сотрудников. Научная работа охватывает полный спектр ботанических и микологических наук — от молекулярной биологии до практического садоводства. Кью сотрудничают с вузами, ботаническими садами, природоохранными, промышленными и правительственными организациями.

### Коллекции растений в Кью
Согласно заключению ЮНЕСКО, коллекции растений в Кью не уступают по ценности архитектурному наследию Садов. Коллекции делятся на три типа: живые, гербарные коллекции и архивные материалы, в том числе ботанические иллюстрации. Коллекции живых растений Кью включают более 70 000 образцов из более 30 000 разных таксонов.

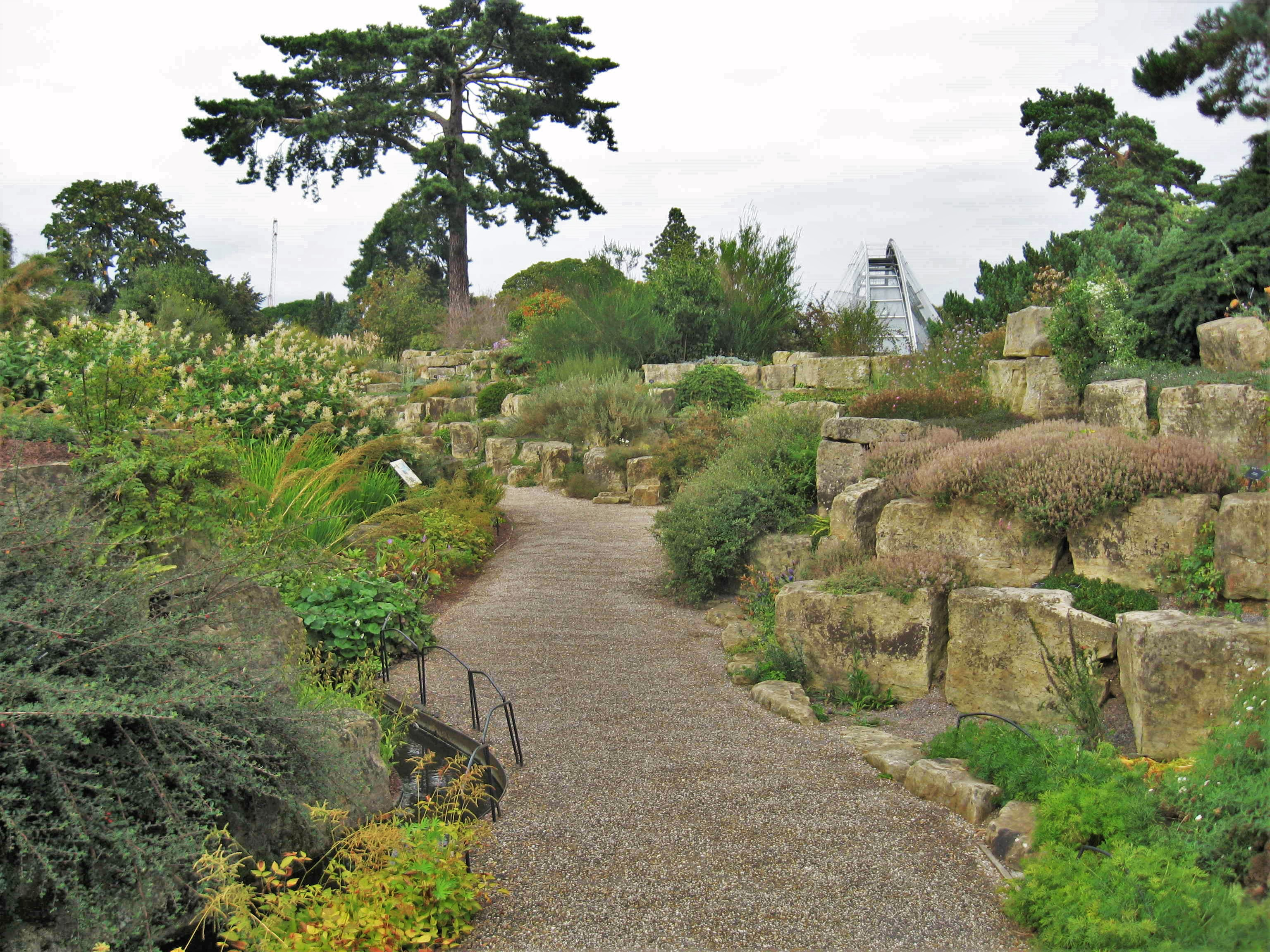
Каменистый садик

- Дендрарий (Арборетум) — Сады Кью включают дендрарий с различными видами деревьев.
- Коллекция хищных растений — размещена в оранжерее Принцессы Уэльской.
- Коллекция кактусов — размещена внутри и вокруг оранжереи Принцессы Уэльской.
- Коллекция пальм — размещена в Пальмовой оранжерее.
- Коллекция альпийских растений
- Коллекция бонсай
- Коллекция трав
- Коллекция рододендронов
- Садик азалий
- Сад бамбука
- Розовый сад (розарий)
- Коллекция можжевельников
- Коллекция барбарисов
- Сиреневый сад (сирингарий)
- Садик водных растений
- Каменистый садик
- Сад лекарственных растений
- Коллекция папоротников
- Коллекция орхидей — разбита на две части соответственно двум климатическим зонам произрастания орхидных. Она находится в оранжерее Принцессы Уэльской. Чтобы сохранить интерес посетителей, выставку постоянно меняют, представляя каждый раз обязательно цветущие экземпляры разных видов[63][64][65][66].

### Гербарий и коллекция семян
Гербарий Кью — крупнейший в мире — содержит около 7 млн образцов растений (представляющих 98 % всех имеющихся в мире видов высших растений) и грибов, используемых в основном для таксономических исследований. В гербарии представлены типы растений всех регионов мира, особенно большое количество тропических растений.
Хантер-хаус, место хранения нынешнего гербария, был приобретён Кью в 1852 году. Начало собранию засушенных растений положила личная коллекция Гукера, а также образцы растений, подаренные Джорджем Бентамом. По мере расширения коллекции к Хантер-хаусу были добавлены цокольный этаж и четыре флигеля, возведённые один за другим.
Гербарий Гарвардского университета и Австралийский национальный гербарий сотрудничают с Кью в создании базы данных IPNI, авторитетного источника информации о ботанической номенклатуре.
Кью имеет важное значение как коллекция (банк) семян, является спонсором проекта «Семенной банк тысячелетия».
Несмотря на неблагоприятные условия выращивания (загрязнение атмосферы Лондона, сухость почв и малое количество осадков), Кью по-прежнему является одной из наиболее полных коллекций растений в Великобритании. Для защиты коллекции от неблагоприятных условий Кью создал две опытные станции, одну из них в саду Вейкхарст в Сассексе (собственность Национального фонда исторических и природных достопримечательностей), другую, специализирующуюся на выращивании хвойных деревьев, — в Беджбери Пинетум в Кенте, совместно с Комиссией по лесному хозяйству (англ. Forestry Commission).

### Библиотека и архивы
Библиотека и архивы Кью являются одними из крупнейших в мире ботанических коллекций, включают более миллиона единиц хранения — 750 000 опубликованных томов, 200 000 фотографий, свыше 175 000 ботанических иллюстраций и значительное количество архивных материалов по истории ботаники (книги, ботанические иллюстрации, фотографии, письма и рукописи учёных, специализированные периодические издания и географические карты). Библиотека Джодрелла (англ. Jodrell Library) недавно была объединена с библиотеками этноботаники и микологии, и все они теперь размещены в лаборатории Джодрелла (англ. Jodrell Laboratory).

### Интернет-проекты
В декабре 2010 года был открыт энциклопедический интернет-проект (электронная база данных) The Plant List (в переводе — «Список растений») — совместная разработка Королевских ботанических садов Кью и Ботанического сада Миссури (Сент-Луис, США). Данный интернет-проект обеспечивает свободный доступ к информации о номенклатуре современных (неископаемых) таксонов, относящихся к царству Растения. В первой версии проекта в базу данных The Plant List было включено 1 040 426 названий растений в ранге вида, из которых статус действительных имели 298 900 названий; число действительных названий родов растений составляло 16 167, семейств растений — 620. На 2013 год в базу данных были включены 1 064 035 видов, из которых 350 699 были действительными, в 17 020 родах и 642 семействах.
В марте 2017 года Королевские ботанические сады Кью основали интернет-проект о семенных растениях мира — Plants of the World Online (POWO).

## Комментарии
1. ↑  В литературе на русском языке помимо наиболее часто используемых «Королевские ботанические сады Кью» и «Сады Кью» встречается и несколько иных названий:
  - «Ботанический сад Кью»: в издании: 100 великих заповедников и парков, 2003
  - «Королевский ботанический сад в Кью»: в издании: Джеффри Ч. Биологическая номенклатура = Jeffrey Ch. Biological Nomenclature / пер. с англ. Е. Б. Алексеева; под ред. М. В. Мины. — М.: Мир, 1980. — С. 7. — 120 с. — 15 000 экз. Архивировано 19 августа 2017 года.
  - «Королевские ботанические сады в Кью»,
  - «Кью-гарденс»,
  - «Сады в Кью».
2. ↑  Прозвище дано из-за привычки Брауна повторять, что ландшафт «имеет большие возможности».